# Milton Rosenau
Milton Joseph Rosenau, né le 1er janvier 1869 et mort le 9 avril 1946, est un médecin américain. Pendant ses premières années professionnelles, il milite pour la pasteurisation systématique du lait consommé aux États-Unis. Il met d'ailleurs au point une technique de pasteurisation à basse température qui conserve le goût du lait.

## Biographie
Milton Joseph Rosenau naît à Philadelphie le 1er janvier 1869. Il complète sa formation en médecine en 1889 à l'université de Pennsylvanie. Il étudie ensuite à Paris, Vienne et Berlin.
Dès le début de sa carrière, il souhaite éliminer les maladies provoquées par la consommation du lait cru. Entre 1899 et 1909, Rosenau dirige le laboratoire médical américain MHS Hygienic Laboratory, le transformant en une institution multi-disciplinaire (bactériologie, chimie, pathologie, pharmacologie, zoologie et biologie). À cette époque, il observe que la consommation du lait cru, courante aux États-Unis, provoque régulièrement des maladies chez les consommateurs. En 1906, il découvre que la lente pasteurisation à basse température (60 °C pendant 20 minutes) conserve le goût du lait tout en éliminant les agents pathogènes. En 1912, dans The Milk Question, il écrit : « Après la purification de l'eau, la pasteurisation est la meilleure mesure préventive dans le domaine de l'hygiène publique. » Même si cette technique rend le lait pasteurisé plus agréable à boire — les méthodes de pasteurisation à température élevée modifie beaucoup le goût du lait —, il faut néanmoins attendre « une génération » pour qu'il soit consommé à grande échelle.
De 1909 à 1935, il occupe une chaire en médecine préventive et hygiène à la Harvard Medical School. En 1913, Rosenau, William Thompson Sedgwick (en) et George C. Whipple (en) sont responsables d'une collaboration entre l'université Harvard et le MIT qui mène à la fondation de l’Harvard School of Public Health. De 1914 à 1921, Rosenau est chief of the Division of Biologic Laboratories du Massachusetts State Board of Health. En 1933, il reçoit le Sedgwick Memorial Medal, l'un des plus prestigieux prix de l’American Public Health Association (en)
De 1936 à 1946, il est professeur d'épidémiologie et doyen de la School of Public Health de l'université de Caroline du Nord.
Il décède le 9 avril 1946 à Chapel Hill en Caroline du Nord.

## Publications
- (en) Milton Rosenau, Disinfection and Disinfectants: A Practical Guide for Sanitarians, Health and Quarantine Officers, P. Blakiston's Son & Co., 1902, 358 p. (lire en ligne)
- (en) Milton Rosenau, The Milk Question, Houghton Mifflin company, 1912, 362 p. (lire en ligne)
- (en) Milton Rosenau, Preventive Medicine and Hygiene, D. Appleton and Company, 1913, 1336 p. (lire en ligne)

### Citations originales
1. ↑  (en) « Next to water purification, pasteurization is the most important single preventive measure in the field of sanitation. »